# جريملينز
الغريملين (بالإنجليزية: Gremlins) هو فيلم أمريكي لعام 1984 من أفلام كوميديا الرعب من إخراج جو دانتي، وصدر عن وارنر بروس ويدور الفيلم حول الشاب الذي يحصل على مخلوق غريب يسمى موجواى كحيوان أليف، والذي من ثم يولد مخلوقات أخرى التي تتحول إلى وحوش شريرة صغيرة، مدمرة. واستمرت هذه القصة مع تتمة، جريملينز 2: الدفعة الجديدة، التي صدرت في عام 1990. وعلى عكس الفيلم الأم الأخف وزنا، جريملينز تفتح الباب لمزيج متوازن من أفلام الكوميديا السوداء، بعكس أفلام الاحتفال بعيد الميلاد. وكان كلا الفيلمين قد تم تسويقهما وسط حملات تسويق كبيرة.
كان ستيفن سبيلبرغ هو المنتج التنفيذي للفيلم وكان كاتب السيناريو هو كريس كولومبوس.وكان نجوم الفيلم هم زاك جاليكان وفيبي كيتس، مع هاوي مانديل الذي قام بتوفير صوت الأداة، وطابع موجواى الرئيسي. جريملينز كان قد حقق نجاح تجاري، وتلقى مراجعات إيجابية من النقاد. ومع ذلك، كان هناك أيضا انتقادات شديدة للفيلم لبعض المتواليات التي يدت أكثر عنفا.واستجابة لهذا وشكاوى مماثلة حول إنديانا جونز ومعبد الهلاك، اقترح سبيلبرغ أن جمعية الفيلم الأمريكي (MPAA) ينبغى أن تغير نظام تصنيفها، وهذا ما حدث خلال شهرين من إطلاق الفيلم.

## القصة
راندال «راند» بلتزر، وهو مخترع مكافح، يزور مخزنا عتيقا في الحي الصيني على أمل العثور على هدية عيد الميلاد لابنه بيلي. في المخزن، راندال واجه، مخلوقا فروي صغيرا يدعى موجواى. مالك المتجر السيد وانج يرفض بيع المخلوق إلى راند، بينما يقوم حفيده ببيع موجواى سرا إلى راند ولكن يقول له أن يتذكر ثلاث قواعد هامة التي يجب أن لا يهملها– لا تعرض موجواى لأضواء ساطعة أو أشعة الشمس التي ستقضي عليه، لا تسمح له أن يصبح معرضا للرطوبة، ولاتطعمه أبدا بعد منتصف الليل.
راند يعود إلى منزله في شلالات كينغستون حيث يعطي موجواى لبيلي كحيوان أليف. بيلي يعمل في بنك محلي، ويخشى كلبه سيطرح بارني بنسبة المقيمين في المدينة gold digger السيدة ديجيل. أسماء راند موجواى «جيزمو» وبيلي يتأكد أنه يعامل بشكل جيد. ولكن عندما نثر صديق بيلي بيت كوبا من الماء على ظهر «جيزمو»، خمسة أو أكثر موجواى وليدة تفرخ من ظهره، بقيادة الشريط العدوانية. بيلي يظهر «جيزمو» إلى معلمه السابق للعلوم السيد هانسون، وضع آخر موجواى تم فقسه، الذي إختبره هانسون، حيث عمد إلى إطعامهم بعد منتصف الليل ورآها تتحول إلى شرانق، كما يفعل موجواى هانسون. بعد فترة وجيزة، شرنقتهن تفقس وتظهر مخلوقا مؤذيا مثل، جريملينز ولكن من الزواحف وراحت تؤذى جيزمو وحاولت قتل أم بيلي.

## روابط خارجية
- الغريملين على موقع IMDb (الإنجليزية)
- الغريملين على موقع ميتاكريتيك (الإنجليزية)
- الغريملين على موقع روتن توميتوز (الإنجليزية)
- الغريملين على موقع نتفليكس (الإنجليزية)
- الغريملين على موقع ألو سيني (الفرنسية)
- الغريملين على موقع Turner Classic Movies (الإنجليزية)
- الغريملين على موقع أول موفي (الإنجليزية)
- الغريملين على موقع بوكس أوفيس موجو (الإنجليزية)
- الغريملين على موقع فيلمافينيتي (الإسبانية)
- الغريملين على موقع قاعدة بيانات الأفلام السويدية (السويدية)